# Юбер, Ивонна
Ивонна Юбер (фр. Yvonne Hubert; 28 мая 1895, Мускрон, Бельгия — 8 июня 1988, Монреаль) — канадская пианистка и музыкальный педагог.

## Биография
Училась первоначально в Лилльской консерватории, однако дарование Юбер быстро обратило на себя внимание Габриэля Форе и Альфреда Корто, и закончить ей довелось уже Парижскую консерваторию (1911), где её педагогами были Корто и Маргерит Лонг, а также Камиль Шевийяр по классу камерной музыки. По окончании консерватории широко концертировала в Европе и Америке, как соло, так и аккомпанируя своему младшему брату, виолончелисту Марселю Юберу.
В 1926 г. Юбер обосновалась в Монреале и посвятила себя преимущественно преподавательской деятельности, продолжая педагогические традиции Корто. Среди её учеников — крупнейшие пианисты Канады: Марк Андре Амлен, Луи Лорти, Марк Дюран и др.